# Andrena nubecula
Andrena nubecula là một loài Hymenoptera trong họ Andrenidae. Loài này được Smith mô tả khoa học năm 1853.

## Hình ảnh

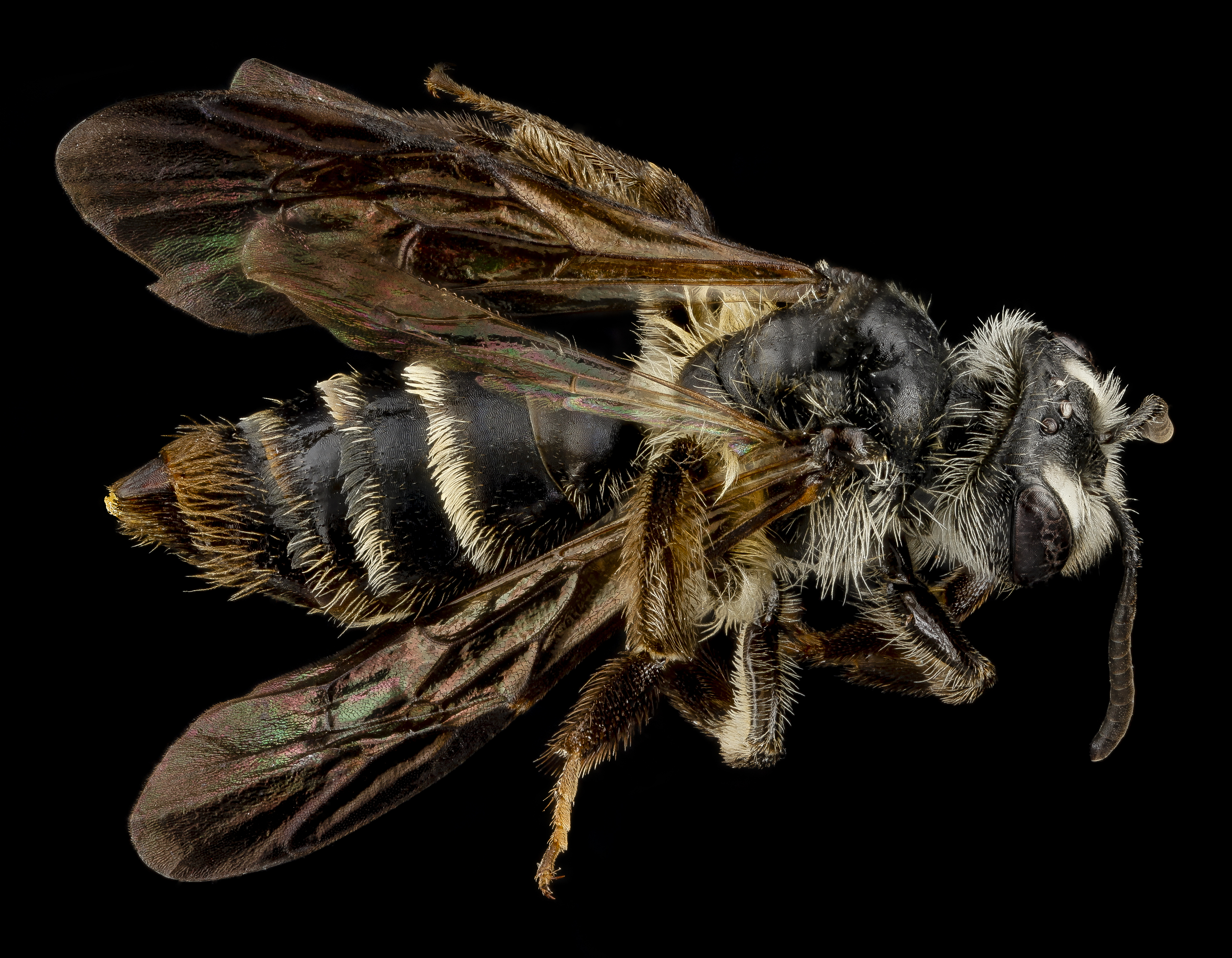
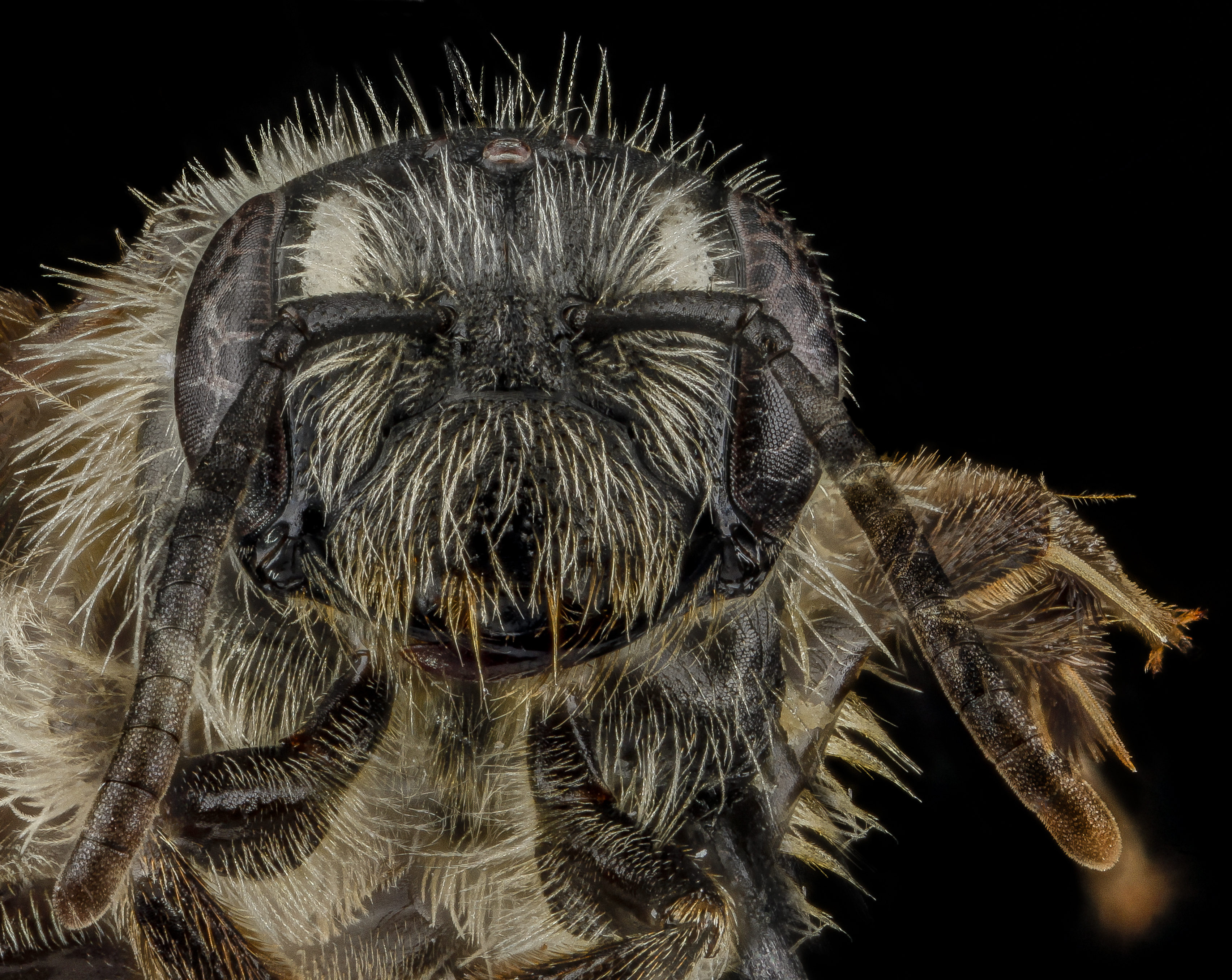